# Alfons III d’Este
Alfons III d’Este, Alfonso III d’Este (ur. 1591 w Ferrarze, zm. 26 maja 1644 w Castelnuovo di Garfagnana) – książę Modeny i Reggio od roku 1628 do 1629.
Urodził się w Ferrarze jako syn Cezara d’Este i Virginii de’ Medici. W 1613 wziął udział w wojnie przeciwko Lukce i odegrał pierwszoplanową rolę w zabójstwie hrabiego Ercole Pepoli w Ferrarze, w 1617.
W 1608 poślubił Izabelę Sabaudzką, córkę Karola Emanuela I Wielkiego, księcia Sabaudii, i Katarzyny Michaliny Habsburg. Alfons był głęboko zakochany w swojej żonie i miał z nią 14 dzieci:
- Cesara d’Este (1609-1613),

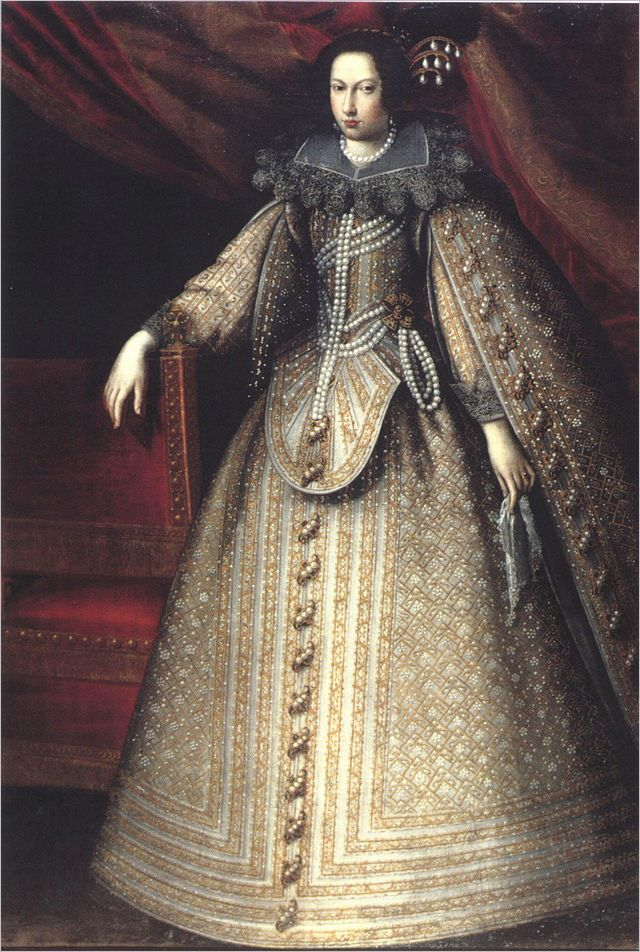
Izabela Sabaudzka, żona Alfonsa III

- Francesca I (1610-1658), księcia Modeny,
- Obizza d’Este (1611-1645), biskupa Modeny,
- Caterinę d’Este (1613-1635), zakonnicę,
- Cesara d’Este (1614-1677),
- Alessandra d’Este (ur. i zm. 1615),
- Carla Alessandra d’Este (1616-1679),
- Rinalda d’Este (1618-1671), kardynała,
- Margheritę d’Este (1619-1692), żonę Ferdynanda III Gonzagi, księcia Guastalla,
- Beatrice d’Este (ur. i zm. 1620),
- Beatrice d’Este (1622-1623),
- Filiberta d’Este (1623-1645),
- Bonifazia d’Este (ur. i zm. 1624),
- Annę Beatrice d’Este (1626-1690), żonę Aleksandra II Mirandoli.

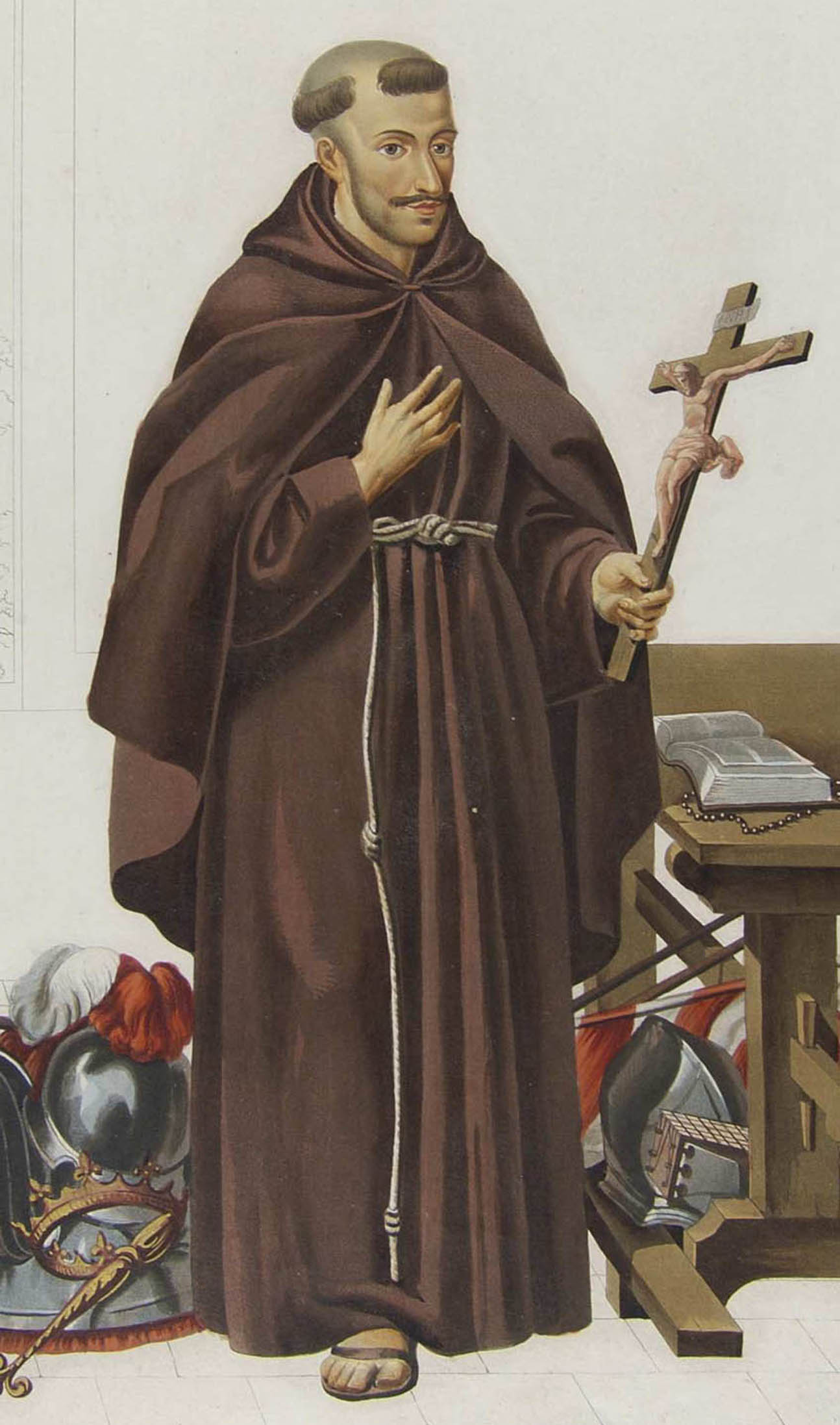
Alfons III d'Este jako kapucyn

Kiedy Izabela zmarła w 1626, zaczął zastanawiać się nad przywdzianiem habitu. W 1628 zmarł ojciec Alfonsa i ten został kolejnym księciem Modeny i Reggio – jednak już w lipcu 1629 ogłosił swoją abdykację w zamku w Sassuolo. 8 września tego samego roku wstąpił do zakonu Kapucynów i przybrał imię: ojciec Giambattista da Modena.
Jako mnich zyskał wielką sławę; pomagał umierającym ludziom podczas zarazy, która nawiedziła księstwo w latach 1630−1631. Rok później powrócił do Modeny, ale jego przemówienia, skierowane przeciwko modzie na dworze, spowodowały falę niechęci w stosunku do niego. Udał się więc do zakonu w Castelnuovo di Garfagnana, wybudowanego przez jego syna – księcia Franciszka I. Tam też zmarł w 1644.